# Georg II. Grill
Georg II. Grill OCist; (geboren 1579 oder 1580; gestorben 12. Oktober 1638 in Wilhering) war ein österreichischer Zisterzienser. Von 1614 bis 1638 amtierte er als Abt des Klosters Wilhering.

## Leben
Georg Grills Heimat ist den Aufzeichnungen zufolge nicht überliefert, nur dass er mit 7 weiteren Mitstudenten, unter ihnen auch der spätere Abt vom Stift Zwettl, Johann Seyfried sowie Anton Wolfradt zu Kremsmünster, an das Collegium Germanicum nach Rom ging. Nachdem sie ihre Studien beendet hatten, begaben sie sich auf dem Weg nach Hause in das Kloster Cîteaux und baten dort um Aufnahme. Da sie aber Deutsche waren, wurden sie vom Generalabt Edmond de la Croix mit Empfehlung auf andere Klöster in Deutschland und Österreich verteilt. Grill kam zunächst in das Stift Baumgartenberg, wechselte aber wohl schon während der Amtszeit von Abt Wolfradt nach Wilhering. 1613 wurde er Küchenmeister und am 2. März 1614 erhielt die Postulation zur Wahl zum neuen Abt von Wilhering, anstelle von Anton Wolfradt, der im Juli 1613 von Kaiser Matthias als Abt nach Kremsmünster berufen wurde. Die Bestätigung der Wahl erfolgte am 5. Mai 1614, die Benediktion erhielt er am 3. August 1614. Nach dem Tod von Abt Georg Stephanides vom Stift Baumgartenberg am 24. Dezember 1614 wurde Abt Grill einige Monate mit der Verwaltung des Klosters Baumgartenberg betraut, eine Postulation zum dortigen Abt hatte er jedoch abgelehnt. Grill starb am 12. April 1638, seine sterblichen Überreste wurden in der Kirche inter choros begraben.